# Phaedon desotonis
Phaedon desotonis är en skalbaggsart som beskrevs av Balsbaugh 1983. Phaedon desotonis ingår i släktet Phaedon och familjen bladbaggar. Inga underarter finns listade i Catalogue of Life.